# Youssouf Ndayishimiye
Youssouf Ndayishimiye (Bujumbura, 27 ottobre 1998) è un calciatore burundese, difensore del Nizza e della nazionale burundese.

## Caratteristiche tecniche
È un difensore centrale forte fisicamente

## Carriera

### Club
Cresciuto nel settore giovanile delle Aigle Noir, nel gennaio 2020 è stato acquistato dallo Yeni Malatyaspor.

### Nazionale
L'11 marzo 2017 ha debuttato con la nazionale burundese disputando l'amichevole vinta 7-0 contro Gibuti.

## Statistiche

### Presenze e reti nei club
Statistiche aggiornate al 28 novembre 2024.
| Stagione                   | Squadra                    | Campionato                 | Campionato | Campionato | Coppe nazionali | Coppe nazionali | Coppe nazionali | Coppe continentali | Coppe continentali | Coppe continentali | Altre coppe | Altre coppe | Altre coppe | Totale | Totale |
| Stagione                   | Squadra                    | Comp                       | Pres       | Reti       | Comp            | Pres            | Reti            | Comp               | Pres               | Reti               | Comp        | Pres        | Reti        | Pres   | Reti   |
| -------------------------- | -------------------------- | -------------------------- | ---------- | ---------- | --------------- | --------------- | --------------- | ------------------ | ------------------ | ------------------ | ----------- | ----------- | ----------- | ------ | ------ |
| gen.-giu. 2020             | Yeni Malatyaspor           | SL                         | 8          | 1          | CT              | -               | -               | -                  | -                  | -                  | -           | -           | -           | 8      | 1      |
| 2022-2023                  | Yeni Malatyaspor           | 1L                         | 19         | 2          | CT              | 2               | 0               | -                  | -                  | -                  | -           | -           | -           | 21     | 2      |
| Totale Yeni Malatyaspor    | Totale Yeni Malatyaspor    | Totale Yeni Malatyaspor    | 27         | 3          |                 | 2               | 0               |                    | -                  | -                  |             | -           | -           | 29     | 3      |
| gen.-giu. 2021             | İstanbul Başakşehir        | SL                         | 14         | 0          | TK              | 2               | 0               | UCL                | -                  | -                  | SK          | -           | -           | 16     | 0      |
| 2021-2022                  | İstanbul Başakşehir        | SL                         | 27         | 1          | TK              | 1               | 0               | -                  | -                  | -                  | -           | -           | -           | 28     | 1      |
| 2022-gen. 2023             | İstanbul Başakşehir        | SL                         | 17         | 4          | TK              | 1               | 0               | UECL               | 12                 | 3                  | -           | -           | -           | 30     | 7      |
| Totale İstanbul Başakşehir | Totale İstanbul Başakşehir | Totale İstanbul Başakşehir | 58         | 5          |                 | 4               | 0               |                    | 12                 | 3                  |             | -           | -           | 74     | 8      |
| gen.-giu. 2023             | Nizza                      | L1                         | 10         | 1          | CF              | -               | -               | UECL               | 4                  | 0                  | -           | -           | -           | 14     | 1      |
| 2023-2024                  | Nizza                      | L1                         | 23         | 0          | CF              | 3               | 1               | -                  | -                  | -                  | -           | -           | -           | 26     | 1      |
| 2024-2025                  | Nizza                      | L1                         | 8          | 1          | CF              | 0               | 0               | UEL                | 4                  | 0                  | -           | -           | -           | 12     | 1      |
| Totale Nizza               | Totale Nizza               | Totale Nizza               | 41         | 2          |                 | 3               | 1               |                    | 8                  | 0                  |             | -           | -           | 52     | 3      |
| Totale carriera            | Totale carriera            | Totale carriera            | 126        | 10         |                 | 9               | 1               |                    | 20                 | 3                  |             | -           | -           | 155    | 14     |

### Cronologia presenze e reti in nazionale
| Cronologia completa delle presenze e delle reti in nazionale ― Burundi | Cronologia completa delle presenze e delle reti in nazionale ― Burundi | Cronologia completa delle presenze e delle reti in nazionale ― Burundi | Cronologia completa delle presenze e delle reti in nazionale ― Burundi | Cronologia completa delle presenze e delle reti in nazionale ― Burundi | Cronologia completa delle presenze e delle reti in nazionale ― Burundi | Cronologia completa delle presenze e delle reti in nazionale ― Burundi | Cronologia completa delle presenze e delle reti in nazionale ― Burundi |
| Data                                                                   | Città                                                                  | In casa                                                                | Risultato                                                              | Ospiti                                                                 | Competizione                                                           | Reti                                                                   | Note                                                                   |
| ---------------------------------------------------------------------- | ---------------------------------------------------------------------- | ---------------------------------------------------------------------- | ---------------------------------------------------------------------- | ---------------------------------------------------------------------- | ---------------------------------------------------------------------- | ---------------------------------------------------------------------- | ---------------------------------------------------------------------- |
| 11-3-2017                                                              | Bujumbura                                                              | Burundi                                                                | 7 – 0                                                                  | Gibuti                                                                 | Amichevole                                                             | -                                                                      | 46’                                                                    |
| 28-3-2017                                                              | Dar es Salaam                                                          | Tanzania                                                               | 2 – 1                                                                  | Burundi                                                                | Amichevole                                                             | -                                                                      |                                                                        |
| 23-7-2017                                                              | Bujumbura                                                              | Burundi                                                                | 0 – 0                                                                  | Sudan                                                                  | CHAN 2018                                                              | -                                                                      |                                                                        |
| 29-7-2017                                                              | al-Ubayyid                                                             | Sudan                                                                  | 1 – 0                                                                  | Burundi                                                                | CHAN 2018                                                              | -                                                                      | 77’                                                                    |
| 11-12-2017                                                             | Kakamega                                                               | Sudan del Sud                                                          | 0 – 0                                                                  | Burundi                                                                | CECAFA Cup 2017                                                        | -                                                                      | 70’                                                                    |
| 17-12-2017                                                             | Machakos                                                               | Burundi                                                                | 1 – 2                                                                  | Uganda                                                                 | CECAFA Cup 2017                                                        | -                                                                      | 79’                                                                    |
| 27-7-2019                                                              | Bujumbura                                                              | Burundi                                                                | 2 – 0                                                                  | Sudan del Sud                                                          | CHAN 2020                                                              | -                                                                      |                                                                        |
| 4-8-2019                                                               | Kampala                                                                | Sudan del Sud                                                          | 1 – 2                                                                  | Burundi                                                                | CHAN 2020                                                              | -                                                                      |                                                                        |
| 19-10-2019                                                             | Kampala                                                                | Uganda                                                                 | 3 – 0                                                                  | Burundi                                                                | CHAN 2020                                                              | -                                                                      |                                                                        |
| 11-10-2020                                                             | Dar es Salaam                                                          | Tanzania                                                               | 2 – 1                                                                  | Burundi                                                                | Amichevole                                                             | -                                                                      | 69’                                                                    |
| 11-11-2020                                                             | Nouakchott                                                             | Mauritania                                                             | 1 – 1                                                                  | Burundi                                                                | Qual. Coppa d'Africa 2021                                              | -                                                                      |                                                                        |
| 15-11-2020                                                             | Harare                                                                 | Burundi                                                                | 3 – 1                                                                  | Mauritania                                                             | Qual. Coppa d'Africa 2021                                              | 1                                                                      |                                                                        |
| 12-9-2023                                                              | Garoua                                                                 | Camerun                                                                | 3 – 0                                                                  | Burundi                                                                | Qual. Coppa d'Africa 2023                                              | -                                                                      |                                                                        |
| 19-11-2023                                                             | Dar-es-Salaam                                                          | Burundi                                                                | 1 – 2                                                                  | Gabon                                                                  | Qual. Mondiali 2026                                                    | -                                                                      |                                                                        |
| 21-3-2025                                                              | Meknes                                                                 | Burundi                                                                | 0 – 1                                                                  | Costa d'Avorio                                                         | Qual. Mondiali 2026                                                    | -                                                                      |                                                                        |
| Totale                                                                 |                                                                        | Presenze                                                               | 15                                                                     |                                                                        | Reti                                                                   | 1                                                                      |                                                                        |